# Тырнэвени
Тырнэвени (рум. Târnăveni, венг. Dicsőszentmárton [Дичёсентмартон]) — город в Румынии, в жудеце Муреш.

## География
Город расположен в центральной Румынии на реке Тырнава-Мика в исторической области Трансильвания.

## История
Археологические раскопки свидетельствуют о следах пребывания человека в этих местах тысячи лет назад.
В начале XVI века здесь располагался город-крепость (оппидум).
На протяжении веков данная территория находилась под властью Венгерского королевства, затем — Австро-Венгрии. В 1912 году Тырнэвени получает статус города.

## Известные уроженцы
Дьёрдь Лигети —  композитор-авангардист